# Detlef Nakath
Detlef Nakath (* 10. November 1949 in Berlin; † 3. Oktober 2021) war ein deutscher Historiker und Mitglied der Leibniz-Sozietät sowie Autor und Herausgeber.

## Leben
Nach dem Abitur und dem nachfolgenden Grundwehrdienst absolvierte Nakath in der DDR ein Studium der Geschichtswissenschaften und des Völkerrechts an der Humboldt-Universität zu Berlin (HUB). Er schlug eine akademische Laufbahn ein und war ab 1977 zunächst als wissenschaftlicher Aspirant,  Assistent, später als Oberassistent für deutsche Zeit- und DDR-Geschichte ebenfalls an der Humboldt-Universität tätig.
1981 verteidigte er seine Dissertation A mit dem Titel Die Gestaltung der Außenhandelstätigkeit der DDR zur Abwehr des imperialistischen Wirtschaftskrieges der BRD gegen die DDR 1955 bis 1961. Seine Promotion B zum Doktor der philosophischen Wissenschaften (Dr. sc. phil.) folgte 1988 mit dem Dissertationstitel Zur Geschichte der Handelsbeziehungen zwischen der DDR und der BRD in den Jahren zwischen 1962 und 1975.
1989 wurde Nakath als Hochschuldozent für Geschichte berufen. In den Jahren 1990 bis 1992 war er zum stellvertretenden Direktor des  Instituts für Geschichtswissenschaften der HUB gewählt worden. 1993 ging seine Dozentur an der Humboldt-Universität zu Berlin per „Abwicklung“ zu Ende.
Nach dem Ende seiner Dozententätigkeit war er von 1994 bis 2000 an zwei Forschungsprojekten der Deutschen Forschungsgemeinschaft beteiligt. Ab den frühen 1990er Jahren war Nakath als Autor und Herausgeber dem Karl Dietz Verlag Berlin verbunden. Er veröffentlichte zu den Themen DDR, SED und den deutsch-deutschen Beziehungen.
Er war Mitglied der Rosa-Luxemburg-Stiftung Brandenburg, von 1996 bis 2006 Mitglied im Vorstand, darunter viele Jahre stellvertretender Vorsitzender, und schließlich in den Jahren 2006 bis 2015 ihr Geschäftsführer. Dort hatte er bereits 1997 mit dem „Außen- und Deutschlandpolitischen Kolloquium“ eine Veranstaltungsreihe initiiert, welche die Diskurse über Zeitgeschichte und Geschichtspolitik reflektierte.
Ab 2003 war Nakath wissenschaftlicher Mitarbeiter der Berliner Landesstiftung „Helle Panke e. V.“ und der Rosa-Luxemburg-Stiftung, zunächst in Berlin sowie ab 2006 bis 2015 als Geschäftsführer der Landesstiftung in Brandenburg. Von 2014 bis 2019 gehörte er dem Vorstand der Bundesstiftung Rosa-Luxemburg an.
Er verstarb am 3. Oktober 2021.

## Würdigung
Die Leibniz-Sozietät der Wissenschaften zu Berlin hatte Detlef Nakath 2004 mit der Wahl zum Mitglied für originelle Forschungsergebnisse, editorisches Können und erworbene wissenschaftliche Reputation hoch gewürdigt.
1996 erhielt Nakath gemeinsam mit Gerd-Rüdiger Stephan den Wissenschaftspreis der Rosa-Luxemburg-Stiftung Sachsen.
Im Nachruf des Politikjournals WeltTrends, dessen wissenschaftlichen Beirat Detlef Nakath angehörte, heißt es: „Sein wissenschaftliches Hauptverdienst während all der Jahre lag auf der Herausgabe wichtiger Quelleneditionen, insbesondere zur Geschichte der späten DDR und SED sowie zu den deutsch-deutschen Beziehungen, meist gemeinsam erarbeitet mit Gerd-Rüdiger Stephan ... So bleibt Detlef Nakath einer jener aus der DDR kommenden Gesellschaftswissenschaftler, auf deren Schultern die Nachgeborenen sicher stehen können.“
Gerd-Rüdiger Hoffmann (Rosa-Luxemburg-Stiftung Brandenburg) schrieb in seinem Nachruf:„Er war einer der wichtigsten Historiker des Landes, wenn es darum ging, die Geschichte der beiden deutschen Staaten nach 1945 frei von Mythen, Ideologien, nostalgischer Verklärung oder siegesbewusster Belehrung zu behandeln. … Wenn die Rosa-Luxemburg-Stiftung als etablierte Institution mehr und mehr anerkannt wurde, nicht nur in Hauptstädten, dann war das maßgeblich mit seinem Namen verbunden.  … [Es] darf nicht vergessen werden, Detlef war ein guter Mensch – zuverlässig, freundlich, humorvoll (nicht witzig) und auch meinungsstark, wenn es um die Sache ging.“
In der Zweiwochenschrift Das Blättchen, die in der Tradition der Weltbühne steht, würdigte Dr. Wolfram Adolphi ihn mit den Worten: „Die deutsche Geschichtswissenschaft hat einen bedeutenden Historiker und herausragenden Organisator kollektiven Forschens verloren.“ Die gewichtige Nakath-Monographie Deutsch-deutsche Grundlagen veranlasste ihn, seinen Nekrolog mit „Detlef Nakath – Der Mann der Grundlagen“ zu titeln. Zugleich verwies Wolfram Adolphi auf zwei Nakath-Broschüren mit internationalen Autoren: „Stimmen aus Polen, Finnland, Israel und den USA finden sich dort ebenso wie Gedanken von Jean Mortier aus Paris, mit dem Nakath jahrzehntelang verbunden gewesen ist.“
Und jener französische Historiker Jean Mortier schrieb in seiner Hommage im „Notizbuch“ der Germanisten französischer Universitäten über dieses Buch, dass „praktisch keines der nützlichen Dokumente zur Geschichte der SED-PDS fehlt. … Damit stellte er [Nakath] den Forschern die Materialien zur Verfügung, die für eine aufrichtige Niederschrift der Geschichte der Regierungspartei und damit der Geschichte der DDR notwendig waren. … Detlef Nakath war ein Freund.“

## Schriften (Auswahl)
- mit Gerd-Rüdiger Stephan (Hrsg.):  Von Hubertusstock nach Bonn. Eine dokumentierte Geschichte der deutsch-deutschen Beziehungen auf höchster Ebene 1980–1987, Dietz Verlag, Berlin 1995, ISBN 978-3-320-01883-2.
- mit Gerd-Rüdiger Stephan (Hrsg.): Countdown zur deutschen Einheit. Eine dokumentierte Geschichte der deutsch-deutschen Beziehungen 1987–1990, Dietz Verlag, Berlin 1996, ISBN 978-3-320-01930-3.
- mit Christine Krauss (Gesamtredaktion): Die SED. Geschichte – Organisation – Politik. Ein Handbuch. (Hrsg.) Andreas Herbst, Gerd-Rüdiger Stephan, Jürgen Winkler: Dietz Berlin 1997, ISBN 978-3-320-01951-8. 1226 Seiten,
- mit Gero Neugebauer und Gerd-Rüdiger Stephan (Hrsg.): „Im Kreml brennt noch Licht“. Die Spitzenkontakte zwischen SED, PDS und KPdSU 1989–1991, Dietz Verlag, Berlin 1998, ISBN 978-3-320-01954-9.
- mit Gerd-Rüdiger Stephan (Hrsg.): Die Häber-Protokolle. Schlaglichter der SED-Westpolitik 1973–1985, Dietz Verlag, Berlin 1999, ISBN 978-3-320-01968-6.
- mit Gerd-Rüdiger Stephan, Andreas Herbst, Christine Krauss, Daniel Küchenmeister (Hrsg.): Die Parteien und Organisationen der DDR. Ein Handbuch. Dietz, Berlin 2002, ISBN 3-320-01988-0. 1488 S.
- mit Gerd-Rüdiger Stephan und Clemens Burrichter (Hrsg.): Deutsche Zeitgeschichte von 1945 bis 2000. Gesellschaft – Staat – Politik. Ein Handbuch. Dietz Berlin 2006, ISBN 978-3-320-02069-9. 1358 Seiten.
- mit Raimund Krämer (Hrsg.): Naher Osten und Europa. Herausforderungen einer Nachbarschaft, Welttrends, Potsdam 2016, ISBN  978-3-945878-43-9.
- mit Axel Weipert, Salvador Oberhaus und Bernd Hüttner (Hrsg.): Maschine zur Brutalisierung der Welt? Westfälisches Dampfboot, Münster 2017, ISBN 978-3-89691-108-7.
- mit Gerd-Rüdiger Stephan (Hrsg.): Ausschluss. Das Politbüro vor dem Parteigericht. Die Verfahren 1989/1990 in Protokollen und Dokumente. Karl Dietz Verlag, Berlin 2020, ISBN 978-3-320-02365-2.